# Bellatorias obiri
Pour les articles homonymes, voir Obiri.
Espèce
Synonymes
- Hortonia obiri Wells & Wellington, 1985
- Egernia arnhemensis Sadlier, 1990

Bellatorias obiri est une espèce de sauriens de la famille des Scincidae.

## Répartition
Cette espèce est endémique d'Australie.

## Description
C'est un saurien vivipare.

## Publication originale
- Wells & Wellington, 1985 : A classification of the Amphibia and Reptilia of Australia. Australian Journal of Herpetology, Supplemental Series, vol. 1, p. 1-61 (texte intégral).